# Hancea hookeriana
Hancea hookeriana là một loài thực vật có hoa trong họ Đại kích. Loài này được Seem. mô tả khoa học đầu tiên năm 1857.